# Leucania cuneolata
Leucania cuneolata là một loài bướm đêm trong họ Noctuidae.